# Mario Rossi Garretano
Mario César Rossi Garretano (Montevideo, 3 de junio de 1942) es un ex guerrillero y político uruguayo. Es el secretario político del Movimiento Revolucionario Oriental. En las elecciones internas de Uruguay de 2009 se presentó como candidato único a la presidencia por el partido Comisiones Unitarias Antiimperialistas.

## Biografía
En su juventud fue militante del Partido Comunista del Uruguay, el que abandonó en 1966 para integrarse al Movimiento Revolucionario Oriental (MRO) fundado en 1961. En esos años se desempeñó como dirigente estudiantil en la Facultad de Ciencias Económicas de la Universidad de la República y sindical en el gremio de empleados bancarios (AEBU). En 1967 participó en la fundación de las Fuerzas Armadas Revolucionarias Orientales, brazo armado del MRO. En 1968 fue detenido, aunque fue rápidamente liberado. La detención lo llevó a pasar a la clandestinidad, hasta que fue nuevamente detenido y encarcelado en agosto de 1970. En 1971 participó en la fuga del Penal de Punta Carretas junto a 101 militantes del Movimiento de Liberación Nacional-Tupamaros y 4 presos comunes. A los pocos meses fue nuevamente apresado y ya no saldría hasta la restauración democrática de 1985.
En el retorno a la vida legal a partir de 1985 se integró, junto con el MRO, al Frente Amplio. En 1989 participó, en calidad de Secretario Político del MRO, en la fundación del Movimiento de Participación Popular (MPP). En 1992 el Congreso del MRO resolvió su separación del Frente Amplio. 
De 1993 al presente Mario Rossi ha luchado por la unidad de la izquierda revolucionaria uruguaya. Participó, como representante del MRO, en la fundación del Frente Obrero y Popular (FOP) en 1994, del Frente Revolucionario por una Alternativa Socialista (FRAS) en 2003, de la Coordinadora de Unidad Revolucionaria (CUR) en 2006 y de las Comisiones Unitarias Antiimperialistas (COMUNA) en 2008.
Ha continuado su militancia social a través de AEBU y de la Tendencia Clasista y Combativa (TCC). En 2005 participó, en representación de la lista 810 de AEBU, en la "Marcha por el Agua" desde Maldonado a Montevideo en reclamo del cumplimiento de la reforma constitucional de 2004 que prohibió la participación del sector privado en la comercialización de agua potable.